# يا الرايح
يا الرايح هي أغنية جزائرية ذات شهرة عالمية كتب كلماتها وغناها المطرب الشعبي الجزائري دحمان الحراشي. الأغنية تحكي عن معاناة المهاجر في ديار الغربة من التهميش والإقصاء والشوق للعودة للوطن، وفيها نصيحة للمهاجر بدعوته للعودة إلى الوطن الأم باعتبار الهجرة إلى ديار الغربة لا تعتبر حلا صحيا ولا طبيعيا للمهاجرين العرب.

## تأثير الأغنية
اشتهرت في العالم بأسره أعاد غنائها المغني الجزائري المغترب الراحل رشيد طه عام 1993 واللبناني علاء زلزلي والكثير من المغنين الأمريكيين والبرازليين وحققت مبيعات عالية في البرازيل.

## كلمات الأغنية
يا الرَايح وين مسافر تروح تعيّا وتولي
شحال.. ندمو العباد الغافلين قبلك وقبلي
يا الرَايح وين مسافر تروح تعيّا وتولي
شحال.. ندموا العباد الغافلين قبلك وقبلي
شحال..شفت البلدان العامرين والبر الخالي
شحال.. ضيعت اوقات وشحال تزيد ما زال تخلي
يا الغايب في بلاد الناس شحال تعيَا ما تجري
بـِك وعد القدرة ولّى زمان وأنت ما تدري
يا الرَايح وين مسافر تروح تعيّا وتولي
شحال.. ندموا العباد الغافلين قبلك وقبلي
يا الرَايح وين مسافر تروح تعيّا وتولي
شحال.. ندموا العباد الغافلين قبلك وقبلي
علاش قلبك حزين وعلاش هاكذا كي الزاوالي
ما تدوم الشدة وإلا بطيت أعلم وأكتب لي
ما يدوموا الأيام ولا يدوم صغرك وصغـرّي
ياحليلو ومسكين اللي خاب سعدو كي زَهري
يا الرَايح وين مسافر تروح تعيّا وتولي
شحال.. ندمو العباد الغافلين قبلك وقبلي
يا الرَايح وين مسافر تروح تعيّا وتولي
شحال.. ندموا العباد الغافلين قبلك وقبلي
يا مسافر نعطيك وصايتي أدّيها على بكري
شوف ما يصلح بيك قبل ما تبيع وما تشري
يا النايم جاني خبرك كيما صرالك أصرالي
هاكذا أراد وقدر في الجبين سبحان العالي
يا الرَايح وين مسافر تروح تعيّا وتولي
شحال.. ندموا العباد الغافلين قبلك وقبلي
يا الرَايح وين مسافر تروح تعيّا وتولي
شحال.. ندموا العباد الغافلين قبلك وقبلي

## الشرح
- شحال= كم .
- جاني=أتاني ،جاءني.
- علاش=لماذا .
- الزوالي= الفقير.
- بطيت= اطلت .
- حليلو= بختو.
- السعد = الزهر = الحظ.
- صرالك= حدث لك .
- تعيا=تتعب=تشقى .
- تولي=تعود=ترجع .